# Ceratinella major
Ceratinella major là một loài nhện trong họ Linyphiidae.
Loài này thuộc chi Ceratinella. Ceratinella major được Wladislaus Kulczynski miêu tả năm 1894.